# Realdo Colombo

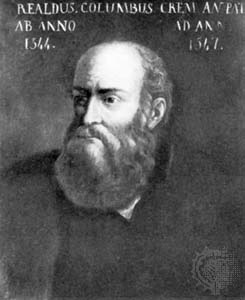
Realdo Colombo (unbekannter Künstler)

Matteo Realdo Colombo oder latinisiert Renaldus Columbus (* um 1516 in Cremona; † 1559 in Rom) war ein italienischer Anatom und Hochschullehrer.

## Leben
Realdo Colombo wurde in Cremona als Sohn des Apothekers Antonio Colombo geboren. Über seine frühen Lebensjahre ist kaum etwas überliefert, sein Geburtsjahr wird teilweise auch um 1510 datiert. Er durchlief eine Ausbildung in Mailand und übte vermutlich einige Zeit den Beruf seines Vaters aus. Dann wandte er sich der Chirurgie zu und lernte sieben Jahre bei Giovanni Antonio Lonigo. 1538 schrieb er sich zum Studium der Chirurgie und Anatomie an der Universität Padua ein, wo Andreas Vesal lehrte und er bald als außergewöhnlich guter Student der Anatomie galt. Noch als Student erhielt er Lehraufträge an der Universität. 1542 ging er kurzzeitig nach Venedig, um Lonigo zu assistieren. Er kehrte aber 1543 nach Padua zurück und übernahm im Jahr darauf Vesals Posten, der zur Beaufsichtigung des Drucks seines Buches De Humani Corporis Fabrica in die Schweiz gereist war. Colombo blieb zwei Jahre in dieser Eigenschaft in Padua. Dann wechselte er auf Geheiß Cosimos I. im Jahr 1546 nach Pisa. Dort arbeitete er mit Michelangelo zusammen. Er beabsichtigte, zusammen mit Michelangelo ein illustriertes Anatomiewerk herauszugeben, um Vesal Konkurrenz zu machen. Dazu kam es jedoch nie, wahrscheinlich auch wegen Michelangelos fortgeschrittenen Alters. 1549 übernahm Colombo, einer Aufforderung von Papst Paul IV. nachkommend, einen Lehrstuhl an der „Sapienza“ in Rom, den er bis zu seinem Tod innehatte. 1556 obduzierte er den Körper des Ignatius von Loyola.

## Werk

Titelkupferstich von Realdus Columbus: De re anatomica libri

Sein eigenes anatomisches Werk, De Re Anatomica, veröffentlichte Colombo 1559, kurz vor seinem Tod. Viele darin beschriebenen Entdeckungen überlappten sich mit denen, die Gabriele Fallopio gleichzeitig gemacht hatte, unter anderem die der Klitoris. Fallopios Buch Observationes Anatomicae erschien zwei Jahre später, allerdings behauptete dieser, es schon vor Colombo abgeschlossen zu haben.
Zu den Colombo zugeschriebenen Entdeckungen gehört der Lungenkreislauf, der William Harveys bahnbrechendes Konzept des im Körper kreisförmig zirkulierenden Blutes ermöglichte und zum Teil vorwegnahm. Tatsächlich war der Lungenkreislauf schon von Ibn an-Nafīs und in Europa sechs Jahre zuvor durch den spanischen Anatom Michael Servetus beschrieben worden, Colombos (erstmals) experimentell begründete Entdeckung gilt aber als davon unabhängige, eigene Leistung. Eine weitere wichtige Erkenntnis war die, dass sich das Herz aktiv nur kontrahiert, zuvor war man der gegenteiligen Ansicht gewesen. Colombos physiologische Beobachtungen, also die der Herzaktion und der Flussrichtung des Blutes, basierten auf Vivisektionen von Tieren.
Colombos Ansehen erreichte zu seinen Lebzeiten nie solche Ausmaße wie das seiner Konkurrenten Vesal und Fallopio, mit denen er öfter in öffentliche Dispute geriet. Zu dem spätestens seit 1555 sehr schlechten Verhältnis zu Vesal mag beigetragen haben, dass Colombo ihm schon in seiner Zeit in Padua mehrere fachliche Fehler nachgewiesen hatte. Fallopio wiederum bezichtigte ihn noch über dessen Tod hinaus des Plagiats.

## Veröffentlichungen
- De re anatomica libri XV. Venedig 1559.